# Săcele (Constanța megye)
Săcele (törökül: Peletli) község Constanța megyében, Dobrudzsában, Romániában. A hozzá tartozó település Traian.

## Fekvése
A település az ország délkeleti részén található, Konstancától mintegy negyvenhét kilométerre északra, a hozzá legközelebb eső várostól, Năvodaritól pedig harminc kilométerre északkeletre.

## Története
Az egykori görög Histria városától tizenkét kilométerre délre elterülő település alapításának pontos idejéről adatok nem léteznek. Ami bizonyos, hogy a román függetlenségi háború (1877–1878) idején törökül Peletli-nek említik (románul: Peletlia). Ekkor a szomszédos Vadu településhez tartozott. 1910-ben a községközpontot Vadu-ról ide helyezték át. 1925-ben kapta mai nevét, a Brassó megyei Négyfaluból (románul: Săcele) érkező betelepülők javaslatára. 

## Lakossága
| 2002      | 2002 | 2002   |
| --------- | ---- | ------ |
| Románok   | 2224 | 99,59% |
| Romák     | 7    | 0,31%  |
| Lipovánok | 1    | 0,04%  |
| Magyarok  | 1    | 0,04%  |
| Összesen  | 2233 | 100,0% |

## Híres emberek
- Gheorghe Hagi (Săcele, 1965. február 5. –): egykori román válogatott labdarúgó, edző. Beceneve: „a Kárpátok Maradonája”.

## Külső hivatkozások
- Adatok a településről
- 2002-es népszámlálási adatok
- A település honlapja